# La Dispute (Marivaux)
Pour les articles homonymes, voir La Dispute.
La Dispute est une comédie en un acte et en prose de Marivaux représentée pour la première fois le 19 octobre 1744 par les comédiens français à la Comédie-Française.
L’une des dernières pièces de Marivaux, la Dispute vient après les grands succès. Il donna sa Dispute, pleine de mots charmants, dont le sujet est, pour le fond, le même que la Double Inconstance mais transporté dans l’abstrait, au Théâtre-Français, une scène où il avait été rarement heureux, et il n’eut pas lieu de s’en féliciter.
Dans cette pièce, il s’agit de décider lequel des deux sexes a donné le premier l’exemple de l’inconstance en amour. Les documents manquant, on a eu l’idée de recourir à l’expérience : quatre enfants, deux du sexe féminin et deux du sexe masculin, ont été isolés dans une forêt dès le berceau. Cette expérience a duré de longues années. Chacun d’eux a grandi isolé du monde et ne connait encore que Mesrou et sa sœur Carise qui les ont élevés. On va alors leur laisser la liberté de sortir de leur enceinte et de connaître le monde. Au lever du rideau, l’expérience touche à son terme et le spectateur va constater les résultats avec les premières amours qui vont apparaître. En fait, cette pièce relève d’une dispute savante sur une question de psychologie expérimentale : l’inconstance vient-elle de l’homme ou de la femme ?

## Personnages
- Hermiane
- Le Prince
- Mesrou
- Carise
- Églé
- Azor
- Adine
- Mesrin
- Meslis
- Dina

## L’intrigue
Le père du prince fait élever dans une sorte de château au fond d’une forêt quatre enfants, deux filles et deux garçons sans aucune communication entre eux. Au lever du rideau, vont être mis en présence deux des jeunes garçons et deux des jeunes filles. Églé paraît d’abord ; elle aperçoit un ruisseau qui réfléchit son image ; elle s’admire et passerait volontiers sa vie à se contempler. Azor entre à son tour : il est surpris en la voyant, puis charmé ; il se rapproche d’elle, et tous deux s’admirent réciproquement, se touchent, se louent sur leur beauté. Azor baise la main d’Églé, et elle s’en trouve heureuse. On leur dit qu’ils sont faits l’un pour l’autre et destinés à vivre ensemble : ils sont au comble de la joie. Seulement, ils doivent se quitter quelquefois pour avoir plus de plaisir à se revoir. Ils protestent contre cette séparation. Pour la rendre plus supportable, on donnera à chacun un portrait, mais un seul, au choix. Azor prend celui d’Églé, mais c’est son propre portrait qu’Églé réclame aussi. Puisqu’elle ne peut en avoir deux, on lui donne un miroir. Azor s’en va. Une seconde jeune fille entre, c’est Adine. Elle vient de quitter son ami Mesrin qu’elle aussi a vu ce jour-là pour la première fois. Les deux jeunes filles s’étonnent de ne pas produire l’une sur l’autre l’effet qu’elles ont produit sur les deux jeunes gens. Chacune d’elles se croyant la plus belle, elles se le disent et finissent par se quereller. Adine fait d’Églé un portrait hideux à Mesrin. Les deux jeunes gens se rencontrent à leur tour et deviennent bons camarades. Églé rentre alors ; Azor lui baise la main, Mesrin en fait autant. Azor en est fâché, mais Églé sourit et rappelle à Azor qu’on leur a ordonné de se séparer de temps en temps. Bien qu’il n’ait aucune envie de s’en aller, Azor obéit cependant, mais il veut emmener Mesrin. Celui-ci commence par refuser. Églé l’approuve, mais Azor insiste et il sort avec lui. On demande à Églé, qui est mécontente, ce qu’elle a éprouvé : elle est fâchée contre Azor. Lorsqu’on lui demande ce qu’elle a contre lui, elle dit qu’elle préfère Mesrin. Celui-ci entre, cherchant Églé. Il s’attache à elle, précisément parce qu’on veut l’en éloigner. Églé lui demande s’il l’aime. Mesrin répond affirmativement, disant qu’il n’aime plus Adine sans en savoir la raison. Églé lui avoue, à son tour, son amour. Azor arrive tout triste. Églé lui avoue que maintenant c’est Mesrin qu’elle aime. Il montre d’abord quelque étonnement, puis il va chercher Adine, qu’il aime et dont il est aimé. Les deux sexes ont donc été également inconstants et tous deux à la fois. Mais survient un troisième couple sur qui toutes les coquetteries sont impuissantes : Meslis et Dina restent invariablement unis l’un à l’autre. Le pari est donc nul : l'expérience montre que l'on ne peut prouver lequel des deux sexes a, le premier, péché par l'inconstance.

### Source
- Jean Fleury, Marivaux et le marivaudage, Paris, Plon, 1881, p. 102-4